# سمكة المهرج المحيط الهادئ
سمكة المهرج المحيط الهادئ (الإسم العلمي:Amphiprion pacificus )، هو نوع من الأسماك يتبع جنس سمكة المهرج من فصيلة البوماسنتريدي.